# Borlești (okręg Ardżesz)
Borlești – wieś w Rumunii, w okręgu Ardżesz, w gminie Merișani. W 2011 roku liczyła 602 mieszkańców.